# Christian Bummerstedt
Johann Christian Bummerstedt (* 6. Februar 1887 in Scharmbeck; † 28. Juni 1935 in Berlin) war ein deutscher Schauspieler und Architekt.

## Biografie
Bummerstedt war ein Sohn des Architekten Christian Bummerstedt (1857–1891) und besuchte das humanistische Gymnasium. Er studierte an der Technischen Hochschule Dresden und der Technischen Hochschule München Architektur. Noch vor dem Ersten Weltkrieg soll Bummerstedt nach eigenen Angaben Architekturpreise gewonnen und eine 40-Zimmer-Villa in Wiesbaden errichtet haben. Eine weitere Villa soll er 1922 in Saarow ausgeführt haben.
Das eigentliche Interesse Bummerstedts galt jedoch der Schauspielerei. Bereits als Schüler wirkte er in der Statisterie des Bremer Stadttheaters mit. Mit seiner Übersiedelung nach Zürich ließ er sich während des Krieges von Maria Moissi, der ersten Ehefrau Alexander Moissis, künstlerisch ausbilden (Rollenstudium) und erhielt bald darauf von Alfred Reucker am Schauspielhaus Zürich sein erstes Festengagement. 1921 kehrte Bummerstedt nach Deutschland zurück und ließ sich in Berlin als Johann Bummerstedt von Friedrich Kayßler an die Volksbühne verpflichten. Anschließend konzentrierte sich Bummerstedt ganz auf seine Filmarbeit.
Seinen Einstand vor der Kamera gab Bummerstedt nach eigenen Angaben zu seinen Schweizer Zeiten, als er 1917 in Basel in dem Sportfilm Eos mitwirkte. Zu dieser Zeit war er aber überwiegend mit anderen Dingen beschäftigt; so gab Bummerstedt an, 1917/1918 als Schriftsteller, Zeichner und Maler mit eigenem, auf Reklamezeichnungen spezialisierten Zeichenbüro tätig gewesen zu sein. Erst 1924 begann Christian Bummerstedt regelmäßig zu filmen. Gleich sein erster deutscher Film, Arthur von Gerlachs Zur Chronik von Grieshuus, gilt als Meilenstein deutscher Filmgeschichte. Eine weitere bedeutende Leistung lieferte Bummerstedt 1927 mit seiner Darstellung des Fürsten in der Sternheim-Verfilmung Die Hose ab. Zwischendurch spielte er in Rolf Randolfs zweiteiliger Wallenstein-Verfilmung die zentrale Figur des Max Piccolomini.
Ebenso rasch, wie Bummerstedts Filmkarriere begonnen hatte, endete sie auch. Nach nur einem (unbedeutenden) Tonfilm verschwand er aus dem Blickfeld der Öffentlichkeit. Er starb 1935 im Rudolf-Virchow-Krankenhaus in Berlin.
Bummerstedt galt als begeisterter Sportsmann. Zu seinen – zu Beginn des 20. Jahrhunderts teils noch seltenen – Hobbys zählte er Autofahren, Reiten, Polo, Skifahren, Schwimmen, Segeln, Tennis, Bobfahren und Skijöring.

## Filmografie
- 1917: Eos
- 1924: Zur Chronik von Grieshuus
- 1924: Die Luftfahrt über den Ozean. Haralds kühnstes Abenteuer
- 1925: Wallenstein, zwei Teile
- 1925: Der Farmer aus Texas
- 1925: Die Verrufenen
- 1925: Was Steine erzählen
- 1927: Die Hose
- 1932: Der Feldherrnhügel